# Nicola Vicentino
Nicola Vicentino (Vicenza, 1511 – Milano, 11 aprile 1577) è stato un compositore e teorico della musica italiano del periodo rinascimentale.

## Biografia
Nicola Vicentino trascorse i primi anni della sua formazione a Vicenza, forse sotto l'influenza dell'umanista Giangiorgio Trissino. Studiò con Adrian Willaert, come lui stesso riportò sul frontespizio del primo libro di madrigali: Del unico Adrian Willaerth discipulo don Nicola Vicentino, madrigali a cinque voci, per theorica e pratica da lui composti al nuovo modo dal celeberrimo suo maestro ritrovato.
A Ferrara fu probabilmente a servizio del cardinale Ippolito II d'Este e anche insegnante di musica per vari membri della famiglia del duca Ercole II.
Pur essendo un valente compositore, a tutt'oggi è ancora noto soprattutto per un famoso dibattito con il musicista portoghese Vicente Lusitano, che ebbe luogo nel 1551 a Roma, dove Vicentino si era trasferito con il suo protettore. L'argomentazione da lui sostenuta era basata su una particolare interpretazione dei generi della musica (diatonico, cromatico ed enarmonico), in contrasto con Lusitano, il quale riteneva che la maggior parte della musica potesse essere ricondotta nell'ambito del solo genere diatonico. I cantori pontifici Bartolomeo Escobedo e Ghiselin Danckerts, chiamati a stabilire chi avesse ragione tra i due teorici, attribuirono la vittoria a Lusitano, ma l'esito sfavorevole non scoraggiò Vicentino, che espose chiaramente le sue dimostrazioni nel trattato L'antica musica ridotta alla moderna prattica del 1555.
Per esemplificare praticamente la validità delle proprie speculazioni, costruì inoltre due strumenti, l'archicembalo (su sei tastiere) e l'archiorgano, in cui i diesis erano distinti dai bemolli, mostrando come potessero essere riprodotti i suoni di tutti e tre i generi.
Della sua opera come compositore sono sopravvissuti solo due libri di madrigali (il primo e il quinto), un libro di mottetti (Moteta, liber quartus) e alcune altre composizioni sparse. Morì di peste.